# Sipakapenses
Els sipakapenses són un poble maia situat a Guatemala. La llengua oficial és també anomenada sipakapense.

## Història
El nom Sipakapa prové del nàhuatl del terme sipaktli, que significa "llangardaix", i apan que significa "lloc" o "localització", per la qual cosa pot interpretar-se com a "Lloc o Terra del llangardaix".
Segons les històries explicades per ancians d'aquest poble, la comunitat inicialment va estar habitada per uns homes amb poders sobrenaturals anomenats nawualons, els qui s'havien separat del domini k'iche' i guiats pel Sol, van emprendre el viatge que els va conduir al territori que actualment ocupa la comunitat lingüística sipakapense, al departament de San Marcos.

## Ubicació
Actualment tots els sipakapenses viuen al departament de San Marcos (Guatemala) en el municipi de Sipacapa.